# Quilmes Atlético Club
Quilmes Atlético Club (eller bare Quilmes) er en argentinsk fodboldklub fra byen Quilmes. Klubben spiller i landets bedste liga, Primera División de Argentina, og har hjemmebane på stadionet Estadio Centenario Dr. José Luis Meiszner. Klubben blev grundlagt den 27. november 1887, og er dermed en af landets ældste. 
Quilmes vandt i 1978 sit første, og hidtil eneste argentinske mesterskab. 

## Titler
- Argentinsk mesterskab (1): 1978 (Metropolitano)

## Kendte spillere
- Jorge Brown
- Omar Hugo Gomez
- Luis Andreucci
- Daniel Bertoni
- Silvio Carrario
- Alejandro Damián Domínguez
- Ubaldo Fillol
- Humberto Maschio
- Ricardo Villa
- Ángel Tulio Zof
- Nelson Vivas

## Danske spillere
- Ingen